# Mareografo

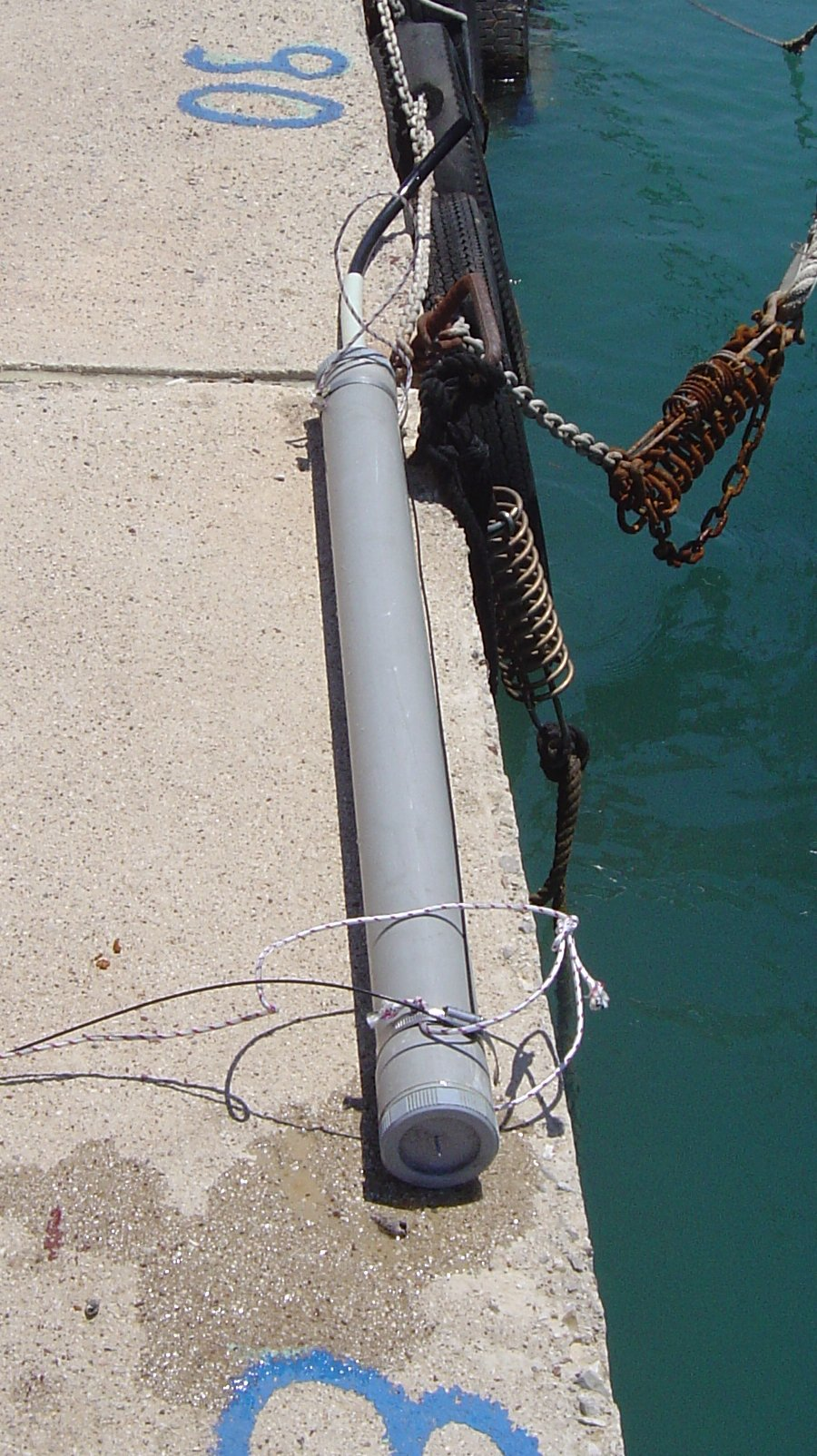
Mareografo, prima di essere immerso. L'acqua entra nell'apparecchio e sensori computerizzati registrano gli spostamenti dell'acqua

Il mareografo o mareometro è uno strumento di misura che registra le variazioni del livello del mare e ne stabilisce il valore medio in un determinato luogo e in un determinato periodo.
Vi sono vari tipi di mareografi, i più moderni sono elettrici, raggiungono una precisione nella misurazione che sfiora il centimetro e sono collegati in rete alle capitanerie di porto e ai centri di meteorologia, dove i dati vengono raccolti e studiati dal personale preposto.

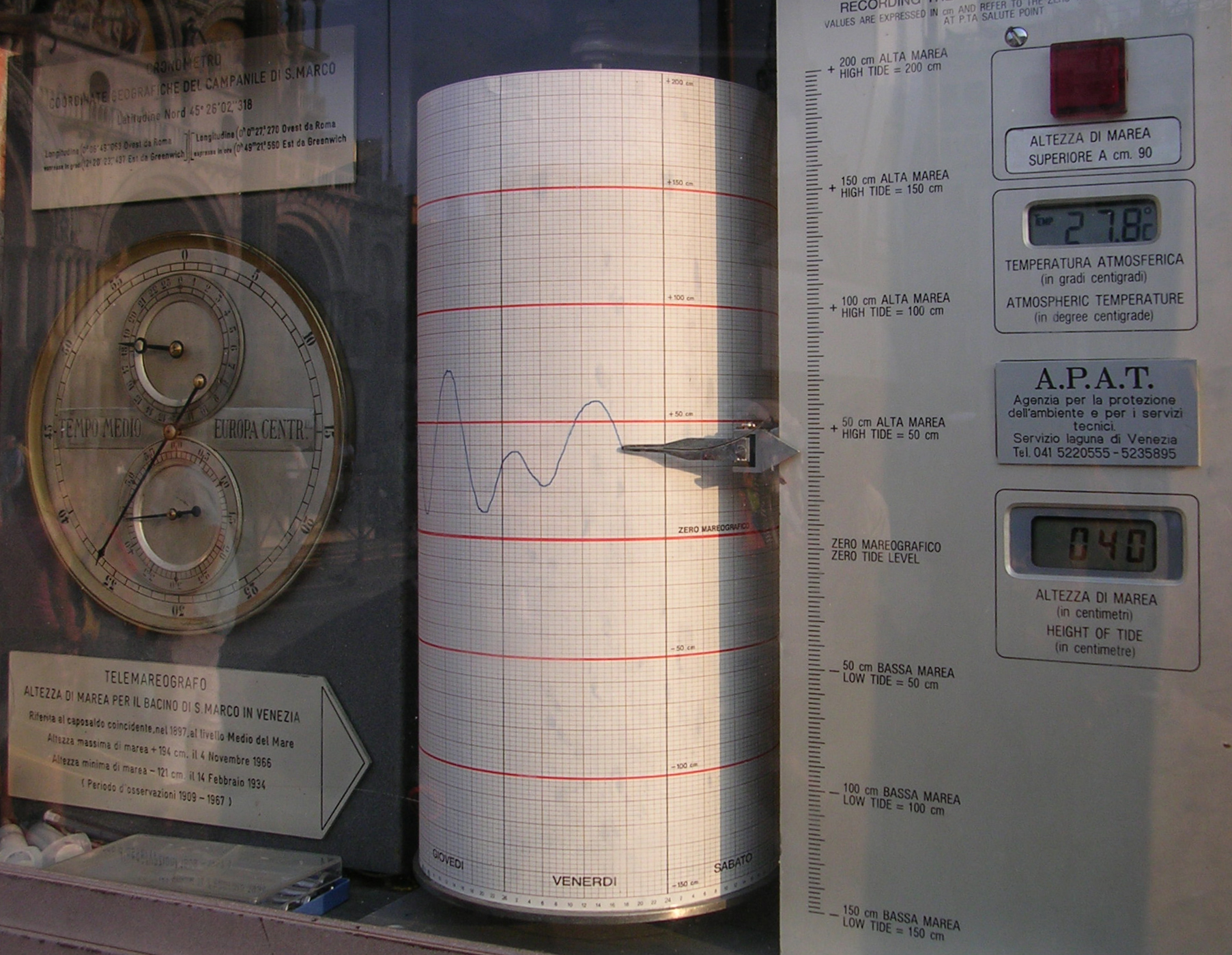
Mareografo di piazza San Marco a Venezia.

Lo strumento fondamentale di misura italiano è il Mareometro di Genova.